# سفاليريت

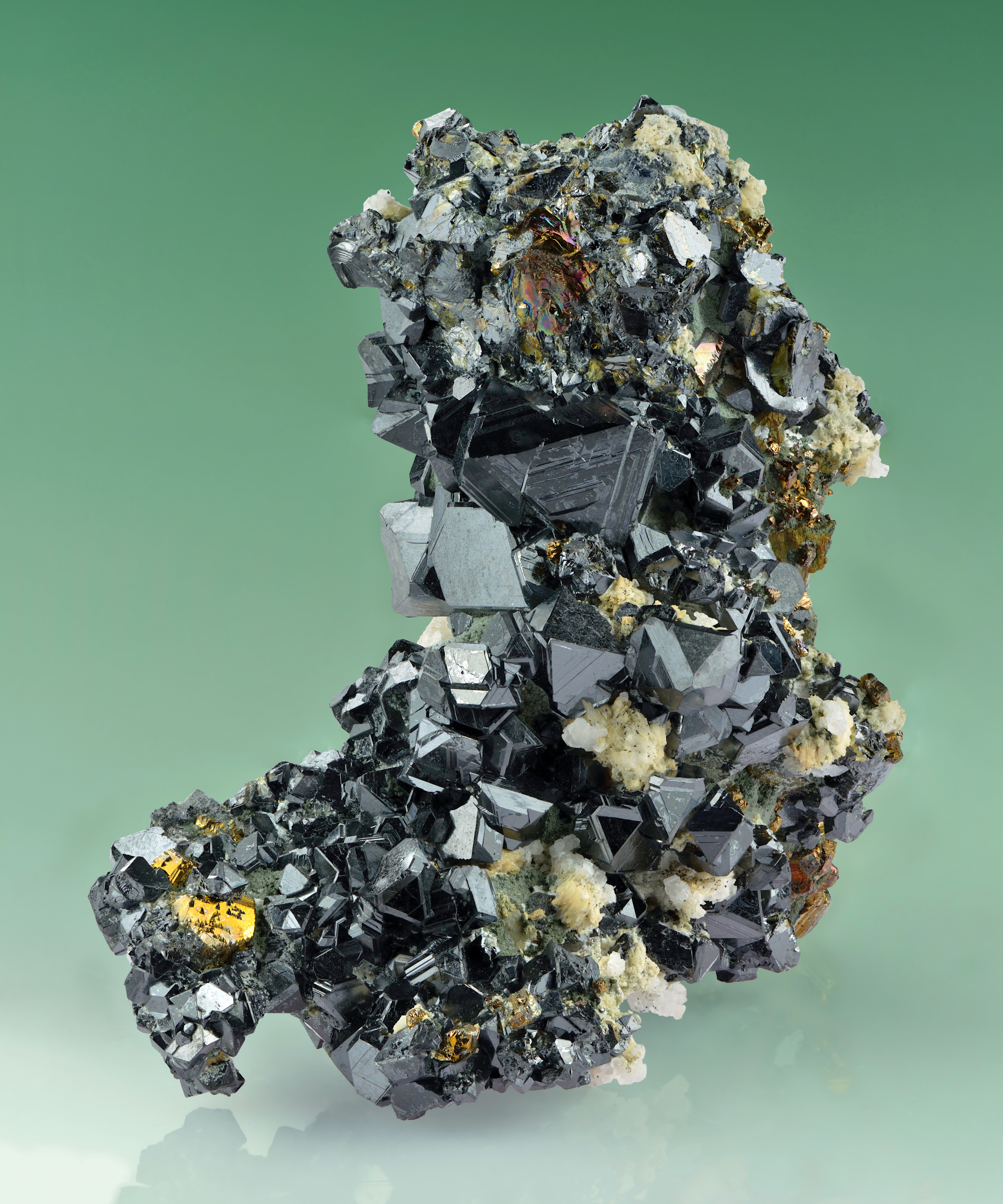
سفاليريت

سفاليريت أو إسفاليريت أو كبريت التوتياء معدن من معادن فلز الزنك له التركيب الكيميائي (ZnS).
يتبلور المعدن في فصيلة المكعب ،نظام سداسي الرباعي الاوجه.
تحتوي البلورات عادة على اشكال رباعي الاوجه المكعب الاثنى عشر وجها معينا ولكن غالبا ما تكون البلورات معقده وغير كامله أو موجوده في مجموعات كرويه البلورات توأمية عديدة التركيب polysynthetic ويكثر وجودالمعدن في هيئة كتلية خشنة أو دقيقة الحبيبات وقد تكون هيئة عنقودية أو متماسكة أو خفية التبلو ويوجد شكل بلورى اخر تركيبية كبريتيد الزنك أيضا يتبلو في فصيلة السداسي ويعرف باسم فورتزيت

## بيانات
- الصلادة =3.5-4
- الوزن النوعي = 3.9-4.1
- الانفصام 110 كامل

التركيب الكيميائي عبارة عن كبرتيد الزنك (zns) الزنك 67% الكبريت 33% يحتوي دائما على الحديد